# Kiss with a Fist (canción)
«Kiss with a Fist» es una canción de la banda de rock indie británica Florence and the Machine que supuso su debut musical, siendo el primer sencillo del álbum de estudio Lungs, publicado en 2008. 
Ha aparecido en la banda sonora para cine de la película de comedia negra de 2009 Jennifer's Body, así como en la película de 2008 Wild Child, la comedia de NBC Community (temporada 1, episodio 12), Cougar Town (temporada 1, episodio 3), Salvando a Grace, United States of Tara y The Good Doctor.

## Grabación
Kiss with a Fist apareció por primera vez con la misma letra bajo el nombre de Happy Slap en el primer (y único) álbum de Ashok (la anterior banda de Florence Welch), Plans. Kiss with a Fist se publicó originalmente como sencillo no incluido en el álbum y más tarde se terminó como pista número cinco de Lungs. Se trata del tema más corto del álbum y fue coescrito por la propia Florence Welch junto con Isabella Summers (que coescribió la mayoría de las canciones del álbum con Florence) y Matt Allchin. La canción tiene un estilo indie garage-rock y cuenta con Christopher Lloyd Haiden a la batería, Robert Ackroyd al bajo y Tim McCall a la guitarra. La canción fue grabada y mezclada por Richard Flack con el productor y ex bajista de Pulp Steve Mackey (conocido por su trabajo con M.I.A.) como co-mezclador.
En un principio, el significado de la canción suscitó una gran confusión. Con letras como "te rompí la mandíbula una vez", "derramé tu sangre por el suelo", "me rompiste un plato en la cabeza", "me diste una patada" y "te di una bofetada", muchos pensaron que la canción estaba basada en la violencia doméstica, cosa que Florence negó. En un post publicado en MySpace, Welch aclaró que no se trataba de una canción sobre la violencia doméstica. "Trata de dos personas que se empujan mutuamente hasta extremos psicológicos porque se pelean pero siguen queriéndose. La canción no trata de una persona agredida, ni de violencia física real, no hay víctimas en esta canción. A veces el amor que se tienen dos personas es una fuerza destructiva. Pero no pueden ser de otra manera, porque es lo que les mantiene unidos, disfrutan con el drama y con sacarse de quicio mutuamente. La única manera de expresar estas emociones extremas es con imágenes extremas, todo lo cual es fantasía y nada en la canción se basa en la realidad".
El single se interpretó en BBC Introducing y en Academy 1 como parte de la promoción del lanzamiento. La canción también es habitual en las actuaciones del grupo, que la interpreta en numerosos festivales del Reino Unido y sus alrededores, como Glastonbury, Brighton, la gira de los premios NME, el festival Ben & Jerry y el Electric Picnic, entre otros. Florence explicó con más detalle su inspiración para la canción, indicando que "tenía 16 o 17 años cuando la escribí. Acababa de enamorarme por primera vez, y también había empezado a salir con un grupo de gente mayor, observando cómo funcionaban sus relaciones. Había una pareja que era tan guay, pero tan visceral y tan intensa. El chico nunca pegaba a la chica, pero la vi darle un par de veces, y ella siempre daba tanto como recibía. Pero en realidad no se trataba de violencia física, sino más bien de que lo que les atraía era la pasión animal que sentían el uno por el otro. Era lo alegre que podía ser la destrucción y lo atractivo que resultaba estar en una relación tan ardiente. Nunca había un momento aburrido cuando estaban juntos. ¡No sé cómo lo hacen! Evito los conflictos. Creo que escribo sobre cosas tan intensas porque en realidad se me da fatal expresar la ira".

## Recepción de la crítica
MusicOMH cuestionó la canción diciendo: "Es probable que esas letras resulten bastante polémicas: ¿está Welch condonando la violencia doméstica con frases como "un beso con un puño es mejor que nada". El portal Leedsmusicscene.net concedió a la canción tres estrellas de cinco, afirmando que "el single se acompaña de un potente ritmo de garage-blues (aunque en acústico) con Florence, que se mantiene en primer plano en todo momento con un gruñido conmovedor pero enérgico a lo Joplin". Boomkat.com reseña que "la canción en sí suena un poco más como We're Going to Be Friends de The White Stripes, lo cual está muy bien. Florence suena razonablemente arraigada en la rudeza del bricolaje y pone mucho carácter en todo lo que hace".
411mania.com describió Kiss with a Fist" como un tema con voces femeninas punkies, distorsionadas y asertivas construidas en torno a la controvertida noción de que "un beso con un puño es mejor que ninguno".

## Lanzamiento
Kiss with a Fist debutó en el puesto 58 de la lista de singles del Reino Unido el 16 de agosto de 2008. La semana siguiente subió siete puestos, hasta el 51, y en total pasó dos semanas entre los 100 primeros. El single es el quinto más exitoso de Florence + The Machine hasta la fecha, superando a Drumming Song. En julio de 2018 en Reino Unido las ventas combinadas ascendían a 135 000.

## Videoclip
El 4 de junio de 2008 se colgó en YouTube el vídeo musical de Kiss with a Fist, cinco días antes del lanzamiento oficial del single. Fue dirigido por Price James y producido por Julia Frost de Black Dog Films. Sólo en el canal VEVO de Florence + The Machine en YouTube ha recibido más de 15 millones de visitas.
El vídeo tiene una temática ochentera y se desarrolla principalmente en una habitación de fondo blanco. En él aparece Florence vestida con un atrevido atuendo de temática punk, corriendo de un lado a otro, pateando, gritando a su vez y exclamando lo contundente que puede llegar a ser el amor para contrastar con la intención lírica de la canción.

## Posición en listas
| Listas (2008)                  | Posición más alta |
| ------------------------------ | ----------------- |
| Australia (ARIA Charts)        | 10                |
| Reino Unido (UK Singles Chart) | 51                |